# Pancorbo
Pancorbo é um município da Espanha na província de Burgos, comunidade autónoma de Castela e Leão, de área 59 km² com população de 492 habitantes (2007) e densidade populacional de 7,91 hab/km².

## História
Gonçalo Salvadores (1020 - 1083) e Gomez Gonzalez (1050 — 1111), foram Governadores desta localidade e dententores do cargo de Porta-estandarte real.

## Demografia
| Variação demográfica do município entre 1991 e 2004 | Variação demográfica do município entre 1991 e 2004 | Variação demográfica do município entre 1991 e 2004 | Variação demográfica do município entre 1991 e 2004 |
| --------------------------------------------------- | --------------------------------------------------- | --------------------------------------------------- | --------------------------------------------------- |
| 1991                                                | 1996                                                | 2001                                                | 2004                                                |
| 573                                                 | 519                                                 | 468                                                 | 464                                                 |